# Carlo Allioni
Carlo Ludovico Allioni (Torino, 23 settembre 1728 – Torino, 30 luglio 1804) è stato un botanico e medico italiano.

## Biografia
Carlo Ludovico Allioni, figlio del Medico Consulente di Re Vittorio Amedeo II, si laureò in Medicina a Torino nel 1747 e viene ammesso al Collegio dei Medici; si dedicò inizialmente all'esercizio della professione, ottenendo addirittura la carica di protomedico del re Vittorio Amedeo III di Savoia. Ben presto, però, la sua attenzione fu catturata dalle Scienze Naturali e, in particolare, dallo studio delle specie vegetali. Il suo nome, infatti, è ricordato soprattutto per i suoi studi e i suoi lavori nel campo della botanica.
Allievo di Bartolomeo Giuseppe Caccia e collaboratore di Vitaliano Donati, nel 1755, a soli ventisette anni, pubblicò il Rariorum Pedemontii stirpium, risultato dei suoi primi studi sistematici della vegetazione del territorio sabaudo piemontese, nel quale riportò anche essenze vegetali ancora sconosciute ai botanici del suo tempo. Tale lavoro lo portò all'attenzione di numerosi e importanti botanici e scienziati dell'epoca, primo fra tutti Linneo; inoltre intrattenne rapporti di amicizia scientifica con Giorgio Bonelli
Nel 1758 pubblicò un trattato dal titolo Tractatio de milliarum origine, progressu, natura et curatione, nel quale espose i risultati dei suoi studi sulle febbri miliari (pellagra e flegmasie esantematiche), che avevano flagellato il Piemonte nella prima metà del secolo.
Dal 1760 venne nominato professore straordinario di Botanica all'Università di Torino, proponendo, tra i primi, il sistema di nomenclatura binomiale ideato da Linneo in Species plantarum (1753). Assiduo sostenitore delle teorie del grande scienziato, con il quale intrattenne una fitta corrispondenza, venne addirittura soprannominato il "Linneo piemontese".
Nel 1763, dopo la morte di Donati, divenne Professore Ordinario e venne insignito della carica di direttore dell'Orto botanico di Torino. 
Sotto la sua direzione (durata fino al 1781 quando chiese ed ottenne la sospensione dall'attività didattica) modificò le finalità della struttura, fino ad allora soltanto didattiche, dando spazio alla ricerca scientifica. In seguito mantenne la carica di Direttore Primario del Museo di Storia Naturale e dell'Orto Botanico continuando le sue attività di ricerca e riorganizzazione.
Si occupò di riorganizzare l'ordine delle specie vegetali e di incrementarne il numero: le specie ospitate nell'Orto salirono, infatti, da 317 a 4 500.

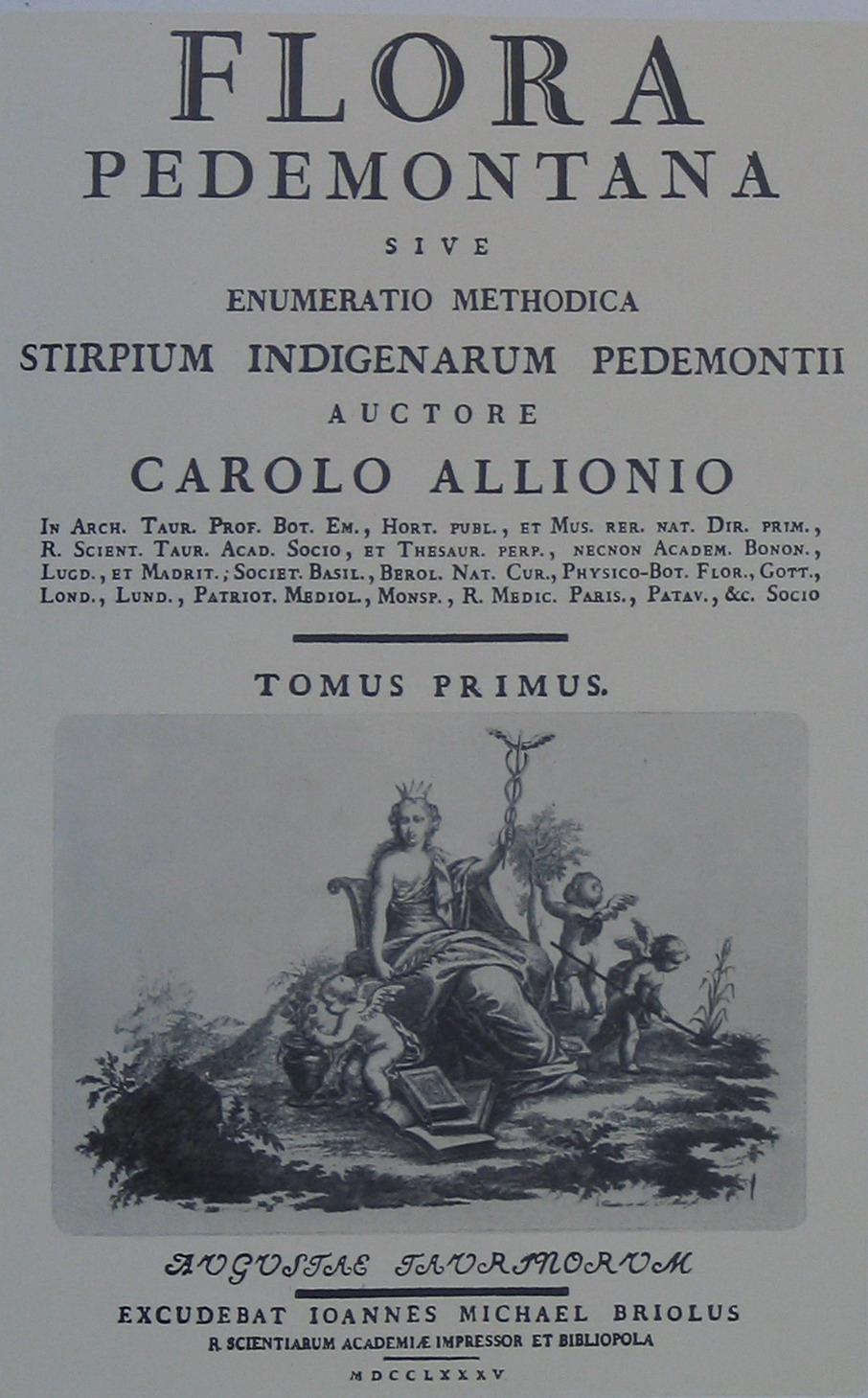

La sua opera più importante fu la Flora Pedemontana, sive enumeratio methodica stirpium indigenarum Pedemontii, pubblicata nel 1785 in due volumi di testo ed un volume di iconografia (92 tavole riferite a 221 delle specie descritte), nella quale descrisse le virtù medicinali di 2 831 specie di piante del territorio piemontese, di cui 237 nuove specie. Tale trattato, considerato ancora oggi una delle più importanti opere floristiche in Europa e la più importante in Piemonte, gli consentì di raggiungere una fama internazionale. 
Questa fondamentale opera botanica viene integrata dallo stesso Allioni nel 1789 con la pubblicazione di Auctarium ad Floram Pedemontana in cui aggiunge 150 specie ed apporta aggiunte e chiarimenti all'opera originaria.
Tra il 1747 e il 1795 pubblicò molti contributi di argomento medico, entomologico e botanico. Contribuì inoltre alla realizzazione della Iconographia Taurinensis, celebre apparato iconografico botanico, unico nel panorama europeo.
Membro rispettato di molte prestigiose accademie europee, nel 1757 è tra gli studiosi che sostengono la nascente Società privata torinese, futura Accademia delle Scienze di Torino, della quale sarà tesoriere a partire dal 1783.
Durante la sua vita volse la sua attenzione anche ad altri campi delle scienze naturali, interessandosi alla zoologia, alla geologia e allo studio dei fossili. Mise insieme una raccolta di oltre 6 000 campioni tra minerali, rocce, fossili e preparati zoologici e una collezione entomologica costituita da circa 4 200 insetti. 
Dopo la sua morte, avvenuta a Torino il 30 luglio 1804, la maggior parte di questo materiale fu venduta e andò persa. Oltre alle pubblicazioni Allioni lasciò un erbario e un epistolario.

## Erbario
L'erbario di Allioni rappresenta una delle maggiori testimonianze dei suoi studi floristici e sistematici di botanica.
Composto da circa 11 000 esemplari, venne acquistato dopo la sua morte da uno dei suoi allievi, Giovanni Battista Balbis, che lo conservò con cura, tenendolo sempre separato dal proprio per mantenerne l'integrità. Alla morte di Balbis, per sua disposizione testamentaria, esso venne affidato al botanico francese Matthieu Bonafous, uno dei più grandi cultori di storia naturale dell'epoca, ammiratore e amico dell'Allioni, che in seguito ne affidò la custodia all'Accademia di Agricoltura di Torino. Nel 1981 quest'ultima lo donò a sua volta all'Istituto Botanico dell'Università di Torino che lo inserì nell'Herbarium Universitatis Taurinensis conservato presso l'Orto botanico di Torino.
Buona parte del materiale che costituisce l'erbario era stato a sua volta lasciato in eredità all'Allioni da Jean Giudici, un prete appassionato di Botanica nato a Nizza nel XVIII secolo.

## Riconoscimenti
In suo onore è stato dato il suo nome al genere Allionia, che raggruppa alcune piante della famiglia delle Nictaginacee. Il suo nome è anche associato come qualificativo a diverse specie:
- Arabis allionii DC.
- Jovibarba allionii (Jord. & Fourr.) D.A.Webb
- Primula allionii Loisel.
- Veronica allionii Vill.

Il Comune di Torino gli ha dedicato una via cittadina, nei pressi di Piazza Statuto.

## Opere

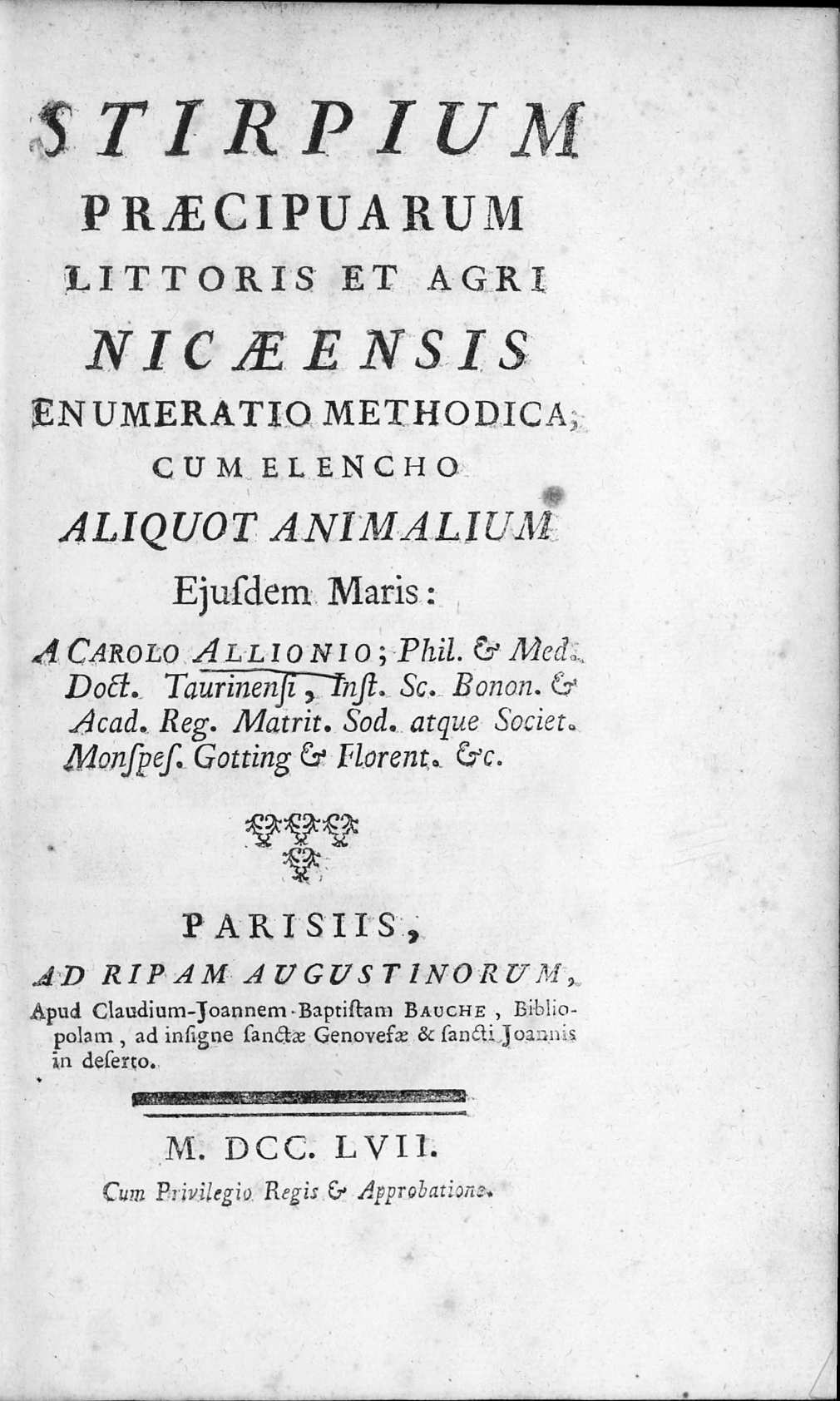
Stirpium praecipuarum littoris et agri Nicaeensis enumeratio methodica, 1757

- Rariorum Piemontii Stirpium Specimen primum, Torino, 1755.
- Stirpium praecipuarum litoris et agri Nicaensis, Torino, 1755.
  - (LA) Stirpium praecipuarum littoris et agri Nicaeensis enumeratio methodica, Paris, Jean Baptiste Claude Bauche (2.), 1757.
- Tractatio de milliarium origine, progressu, natura et curatione, 1758.
- Manipulus Insectorum Tauriniensium, Torino, 1766.
- Flora Pedemontana, sive enumeratio methodica stirpium indigenarum Pedemontii, Torino, 1785.
- Auctarium ad Floram Pedemontanam cum notis et emendationibus, Torino, Augustae Taurinorum, Johannes Michael Briolus,  1789, pp. 53.
- Ragionamento sopra la pellagra, colla risposta del signor dottore Gaetano Strambio, Torino, 1795.

| All. è l'abbreviazione standard utilizzata per le piante descritte da Carlo Allioni. Consulta l'elenco delle piante assegnate a questo autore dall'IPNI. |

| Allioni è l'abbreviazione standard utilizzata per le specie animali descritte da Carlo Allioni. Categoria:Taxa classificati da Carlo Allioni |